# アリストートル・アタリ
アリストートル・アタリ（Aristotle Athari、1991年7月28日 - ）は、アメリカ合衆国のコメディアン、俳優。なお、「アリストートル」は、古代ギリシアの哲学者「アリストテレス」の英語読みであることから、日本では、アリストテレス・アタリと表記されることがある。

## 主な出演作品

### 映画
- Hanging in Hedo （2008年）
- Molli and Max in the Future（en）（2023年）
- 『M3GAN／ミーガン 2.0』 - M3GAN 2.0 （2025年）

### テレビドラマ
- The Coop （2019年）
- 『シリコンバレー』 - Silicon Valley （2019年）
- Hacks（en）（2024年-2025年）

### バラエティ
- 『サタデー・ナイト・ライブ』 - Saturday Night Live （2021年-2022年）